# Pulau Penyengat

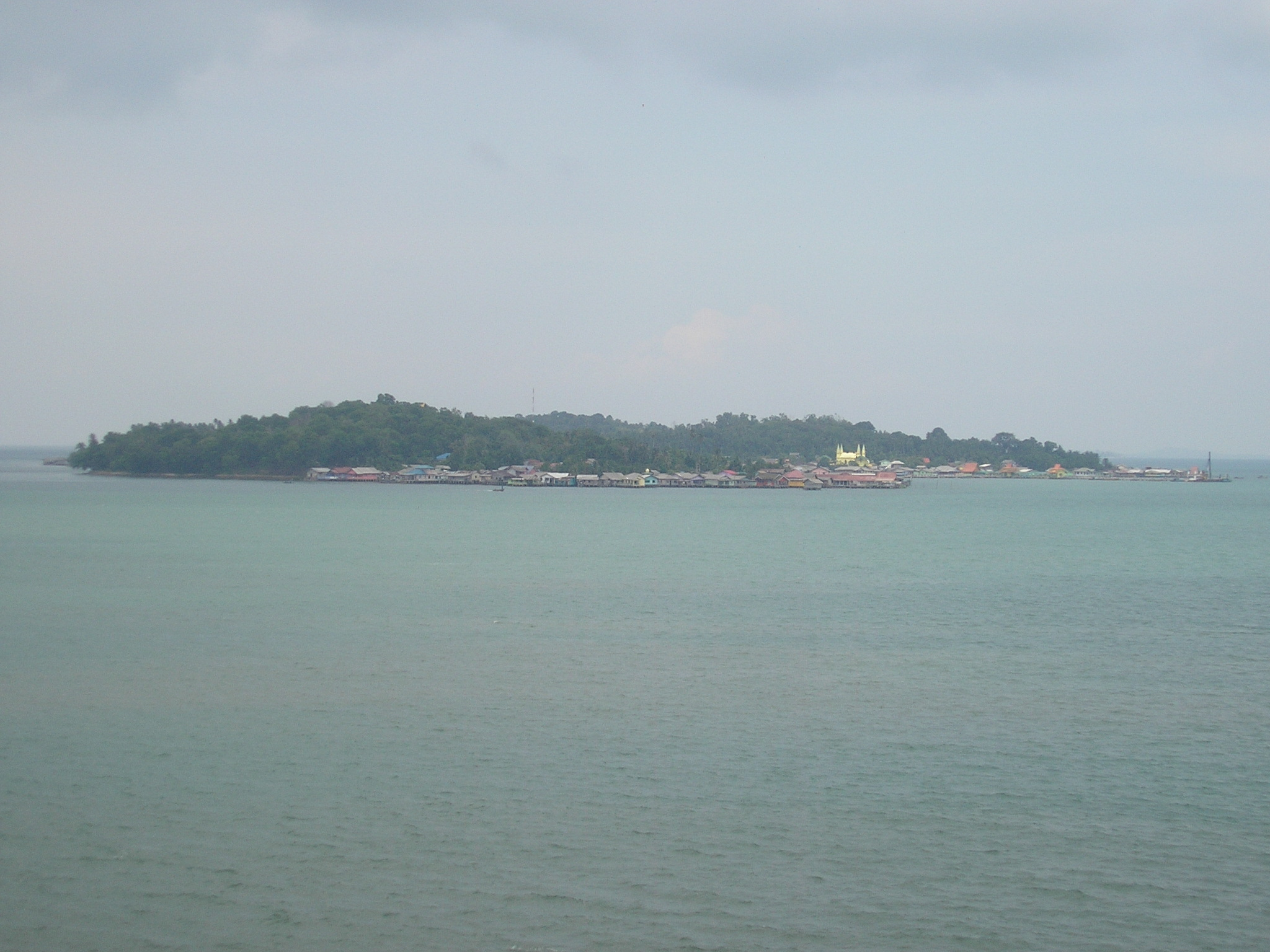
Pulau Penyengat

Pulau Penyengat (Jawi ڤولو ڤڽڠت ‚Wespeninsel‘) mit dem Beinamen Indera-Sakti (Indras Shakti) ist eine kleine hügelige Insel auf dem Stadtgebiet von Tanjung Pinang, der Hauptstadt der indonesischen Provinz Kepulauan Riau. Im 19. Jahrhundert war sie Residenz der buginesischen Unter-Könige des Riau-Lingga-Sultanats und eines der wichtigsten Zentren der malaiisch-islamischen Kultur. In europäischen Schriften des 19. Jahrhunderts wurde die Insel Mars bzw. Marsch genannt.

## Lage und Größe
Pulau Penyengat liegt direkt gegenüber von Tanjung Pinang, Hauptstadt der Insel Bintan, der größten Insel des Riau-Archipels. Die Insel ist weniger als zwei Kilometer lang und an ihrer breitesten Stelle etwa 750 Meter breit. Wege ermöglichen einen einfachen und schnellen Zugang zu ihren Siedlungen, Gräbern und historischen Stätten.

## Geschichte

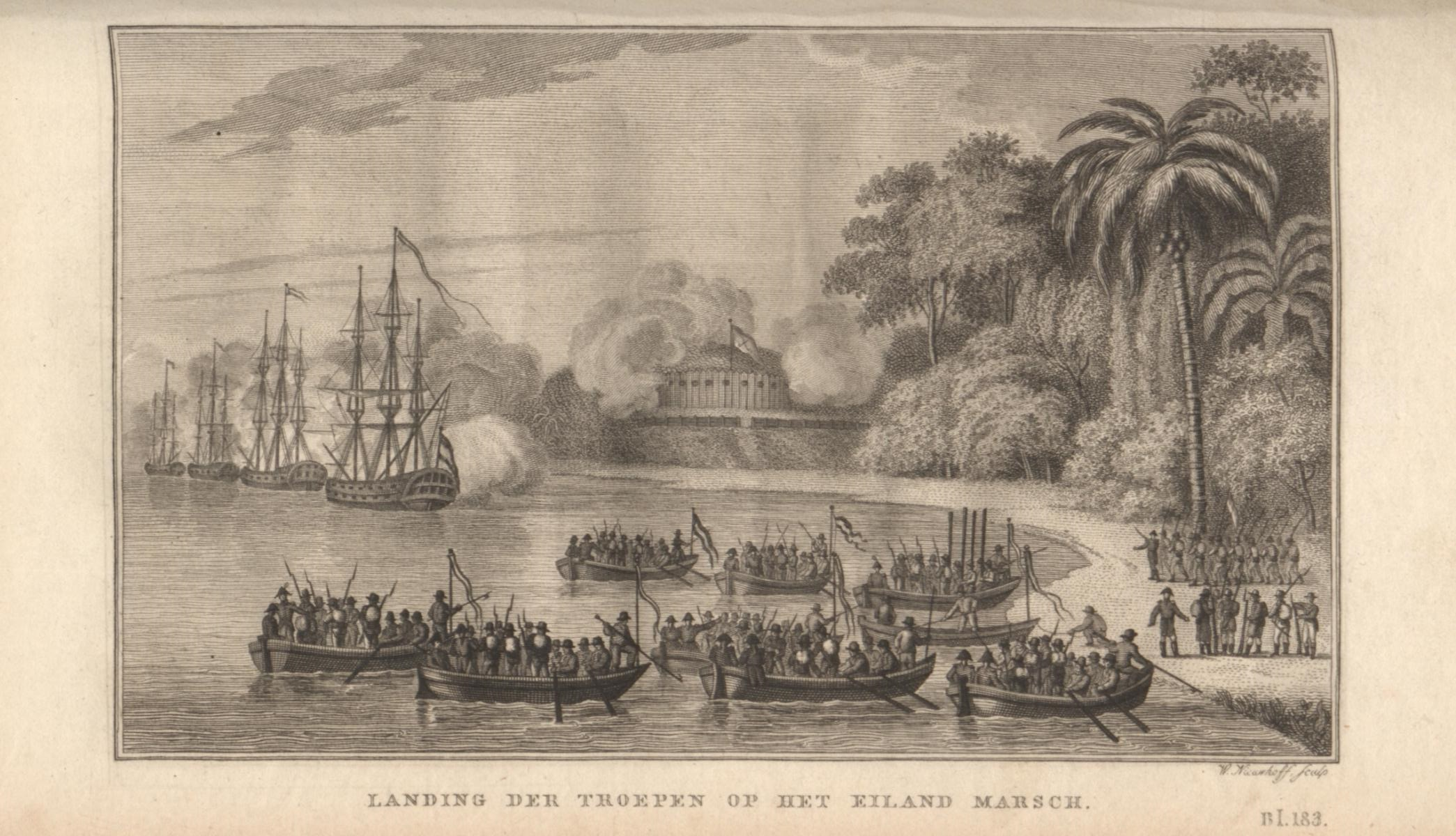
Landung niederländischer Truppen auf der Insel im 18. Jahrhundert

Zum Verständnis der historischen Bedeutung von Pulau Penyengat ist es wichtig zu wissen, dass Johor, der unmittelbare Nachfolger des Sultanats von Malakka, im frühen 18. Jahrhundert die Riau-Lingga-Inseln zu seinem Regierungssitz gemacht hatte. Zwar wurde Pulau Penyengat erst im frühen 19. Jahrhundert besiedelt, doch war die Insel aufgrund ihrer Lage vor der Küste von Tanjung Pinang schon vorher von strategischer Bedeutung. So war sie in den Jahren 1721 und 1753 Schauplatz von Land- und Seeschlachten zwischen Raja Kecik und den Bugis. Raja Haji, ein Bugis-Unterkönig (Yamtuan Muda; YTM) des Riau-Johor-Sultanats, ließ auf der Insel Palisaden errichten, die mit Männern aus Siantan besetzt wurden. Die Insel wurde als Verteidigungsposten für die Hauptstadt von Riau genutzt, aber 1783 von den Niederländern angegriffen. Bei dieser Gelegenheit stellte die niederländische Streitmacht fest, dass Penyengat und Tanjung Pinang zu gut verteidigt waren, und zog sich nach Malakka zurück. Noch heute sieht man auf der Insel Gräben und Verteidigungsanlagen, die wahrscheinlich aus der Zeit dieses Krieges gegen die Holländer stammen. Auf der Karte sind sie mit benteng gekennzeichnet. Die Verteidigungsanlage auf der Ostseite der Insel sollen aus Korallen erbaut sein.

### Die Insel als buginesischer Herrschersitz des Riau-Lingga-Sultanats

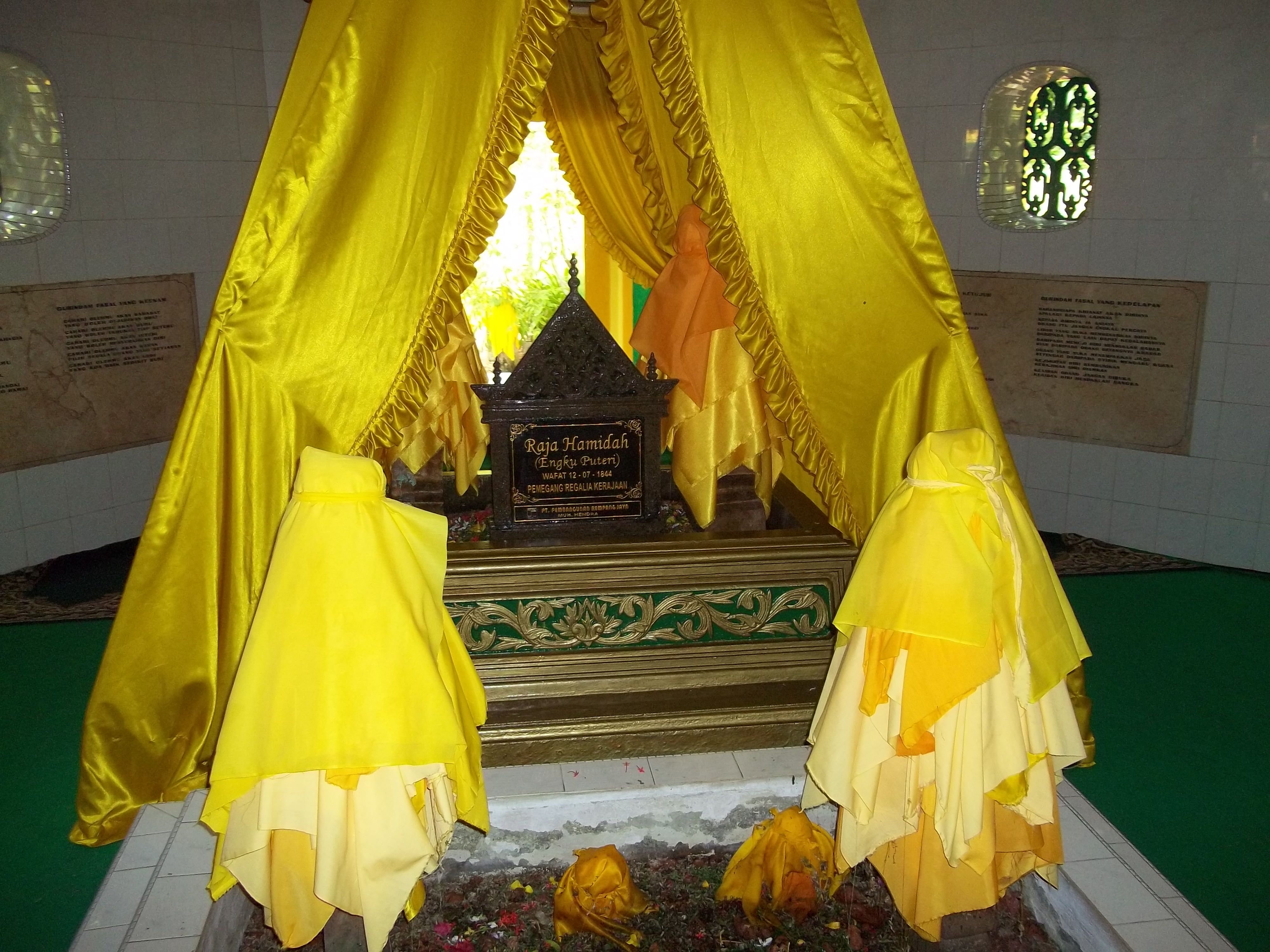
Das Grab von Raja Hamidah mit dem Beinamen Engku Puteri

Die Geschichte von Penyengat als einer permanenten Wohnsiedlung begann erst mit Raja Hamidah, der Tochter von Raja Haji, der 1784 im Kampf gegen die Holländer in Malakka fiel. Nach Raja Hajis Tod kam sie mit den meisten anderen ihrer Geschwister in die Obhut des malaiischen Sultans von Riau, Sultan Mahmud, und wurde später dessen vierte Ehefrau. Im Zusammenhang mit der Eheschließung befahl Sultan Mahmud, die Insel, auf der es damals nur vier oder fünf Häuser gab, zu räumen und eine königliche Residenz mit Befestigungsanlagen, einer Moschee und einem Audienzsaal zu errichten. Als die Arbeiten abgeschlossen waren, installierte der Sultan seine Frau Raja Hamidah mit dem Beinamen Engku Puteri mit ihrem Gefolge auf der Insel. Am 13. Februar 1804 wurde eine formale Zeremonie abgehalten, bei der der Sultan die Insel seiner Frau als nachträgliche Brautgabe übereignete. Sie sollte für alle Ewigkeit im Besitz ihrer Nachkommen bleiben.
Nach der Bugis-Chronik Tuhfat an-Nafīs von Raja Ali Haji soll der Sultan bei dieser Gelegenheit sein Königreich auch in ein Bugis-Gebiet und ein malaiisches Gebiet aufgeteilt haben: Die Riau-Inseln und ihre Einnahmen sollten Raja Hamidah, ihren Brüdern und Schwestern sowie allen Nachkommen von Raja Haji gehören, ohne dass der Sultan sich in ihre Angelegenheit einmischen würde, während Lingga-Inseln den Nachkommen des Sultan gehören sollten, ohne dass die Familie von Raja Hamidah auf die Einnahmen dieser Gebiete erheben würde. Nach Raja Ali Haji war dies der Anfang der Aufteilung von Einnahmen und Steuern zwischen dem buginesischen Unter-König (Yang Tuan Muda; YTM) und dem malaiischen Ober-König (Yang Tuan Besar).
Als im Jahre 1805 der alte Unter-König Raja Ali starb, wurde Raja Hamidahs zweiter Bruder Raja Jaafar von seinem Lehen in Selangor gerufen wurde, um neuer YTM zu werden und auf Penyengat zu leben. Penyengat war zwar Raja Hamidahs eigener Besitz, wurde aber von ihrem Bruder Raja Jaafar und später von dessen Söhnen verwaltet. Ihr anderer Bruder, Raja Ahmad, war ihr Begleiter und fungierte als Berater von YTM Jaafar. Unter YTM Jaafar, der bis 1831 regierte, wurde Penyengat zum Verwaltungszentrum der Riau-Region. YTM Jaafar verfügte offensichtlich über einigen Einfluss und Reichtum. Seine Soldaten schickte er zum militärischen Training in das niederländische Malakka, und die Insel war so gut ausgestattet, dass im Jahr 1823 in dem Audienzsaal von Penyengat in Anwesenheit malaiischer, buginesischer und niederländischer Vertreter die Amtseinführung von Sultan Abdul Rahman, dem Nachfolger von Sultan Mahmud, gefeiert werden konnte. Allerdings war seit 1818 in Tanjung Pinang, gegenüber von Penyengat, ein niederländischer Resident ansässig.

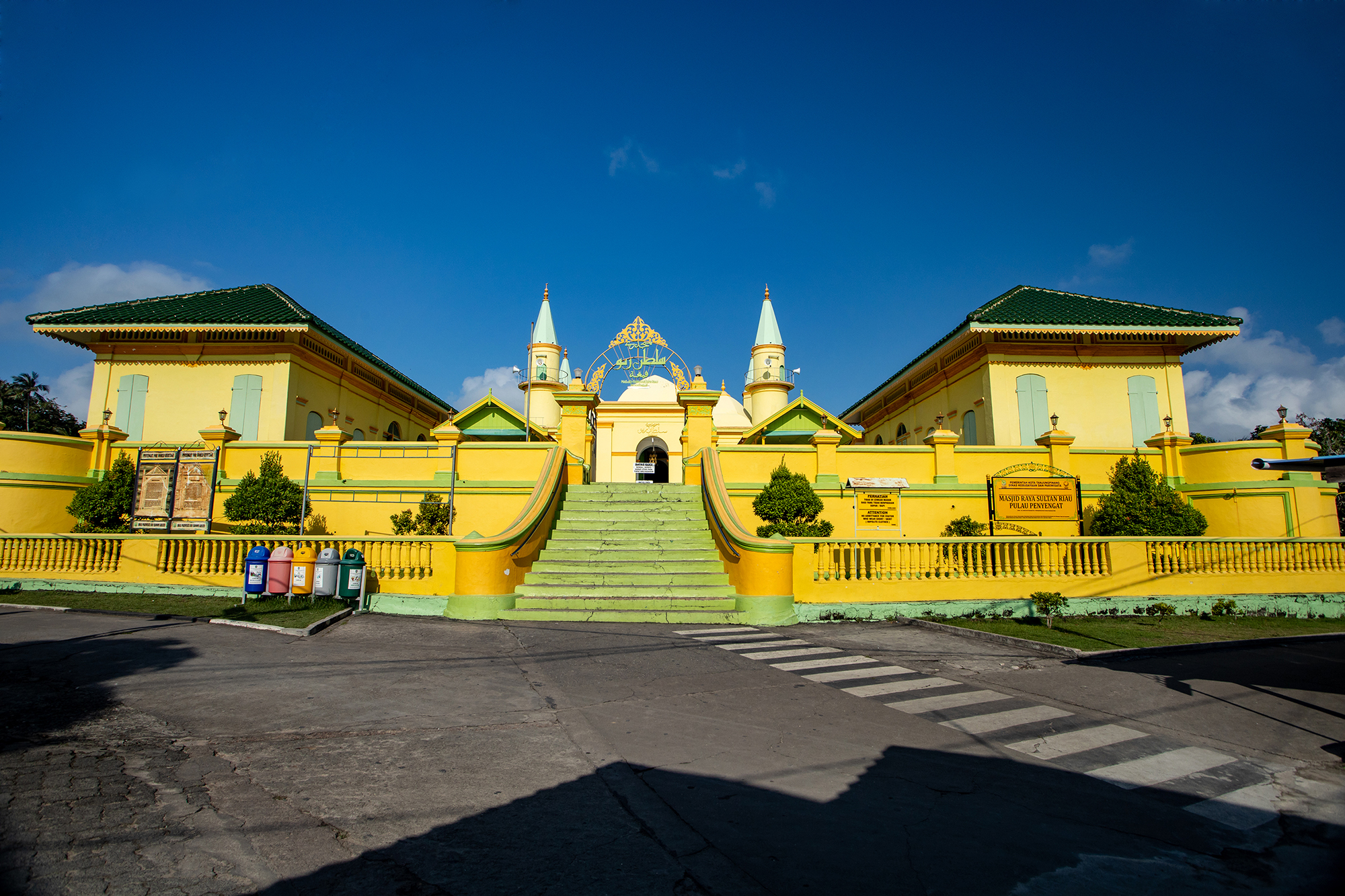
Die Mitte der 1840er Jahre erbaute Sultansmoschee

Nach Raja Jaafars Tod im Jahre 1831 folgt ihm sein Sohn Raja Abdul Rahman als YTM nach. Während seiner Herrschaft, die bis 1844 dauerte, festigte er die Position der Insel als führendes religiöses Zentrum und initiierte den Bau der Moschee, die bis heute ein markantes Wahrzeichen von Penyengat ist. Nach lokalen Berichten zufolge arbeitete die gesamte Bevölkerung von Penyengat, sowohl Männer als auch Frauen, zusammen, um ein erhöhtes Stück Land zu schaffen, auf dem die Moschee gebaut werden konnte. Der Herrscher Abdul Rahman war auch selbst gelehrt und fromm und verbot den Bewohnern von Penyengat, Gebete an Gräbern abzuhalten. In seiner Frömmigkeit wurde Raja Abdul Rahman noch durch seinen Bruder Raja Ali übertroffen, der ihm 1844 als YTM nachfolgte und bis 1857 herrschte. Er soll allen Beamten von Penyengat befohlen haben, religiösen Studien nachzugehen und ihre Rezitation des Korans zu verbessern. Außerdem verbot er das Tragen von Gold und Seide und untersagte Glücksspiele und Hahnenkämpfe. Muslime, die sich nicht an diese Verbote hielten, wurden bestraft.
Während der Herrschaft von YTM Muhammad Yusuf, die von 1858 bis 1899 währte, begann die Aufteilung des Riau-Königreichs in die Gebiete des bugisinischen Riau-Penyengat und malaiischen Lingga zu verschwimmen. Als Sultan Sulaiman von Lingga 1884 starb, folgte ihm Raja Muhammad Yusufs Ehefrau Tengku Embung Fatimah, die selbst Tochter eines Sultans war, auf den Thron. Embung Fatimah regierte zwei Jahre lang in Lingga, bis ihr Sohn Abdul Rahman als Sultan eingesetzt wurde. YTM Muhammad Yusuf reiste deswegen häufig zwischen Penyengat und Lingga hin und her.
Nach dem Tod von Muhammad Yusuf im Jahr 1899 übernahm sein Sohn Abdul Rahman die Position des YTM und verschmolz sie mit dem Sultanat. Im Jahre 1900 verließ er Lingga, wo die früheren malaiischen Sultane residiert hatten, und ließ sich im Palat seines verstorbenen Vaters auf Penyengat nieder. Dadurch gewann die Insel noch einmal an politischer Bedeutung. Als aber 1905 die Position des Yamtuan Muda (YTM) offiziell abgeschafft wurde, rief dies bei vielen Honoratioren der Insel Unmut hervor. Es bildete sich eine anti-niederländische Widerstandspartei mit Radja Ali Kelana, dem Halbbruder des Sultans, an der Spitze, der sich der Sohn und mutmaßliche Thronfolger des Sultans, der Tengku Besar, anschloss. Dies führte das Ende des Sultanats herbei. Im Februar 1911 landete eine Truppe niederländischer Soldaten auf der Insel und umzingelte die Residenz des Sultans. Sultan Abdul Rahman wurde von den Niederländern abgesetzt, mit der Begründung, dass er nicht mit ihrer Regierung kooperiert habe. 1913 schafften die Niederländer das Königreich Riau-Lingga offiziell ab.

### Gesellschaftliche Entwicklung
Aufgrund seiner besonderen historischen Entwicklung waren die Verwandtschaftsnetzwerke auf Penyengat immer sehr eng. Kreuzcousinenheiraten zwischen den Rajas waren die Regel. Ein Großteil der Penyengat-Bevölkerung, die gesamten Rajas, führte ihre Abstammung auf den Kriegerhelden Raja Haji zurück.
Im 19. Jahrhundert befand sich der bewohnte, geschäftige Bereich von Penyengat auf der Südseite von Penyengat in Kota Rentang, der von Sultan Mahmud für Raja Hamidah erbauten Siedlung. Ursprünglich war diese Seite der Insel, die von Tanjung Pinang abgewandt und dem offenen Meer zugewandt ist, der Hauptlandeplatz und das zentrale Gebiet der Geschäftigkeit. Die Nord- und Westseite der Insel waren unbebaut und mit Gestrüpp bedeckt. Später bestanden die Niederländer jedoch darauf, dass alle Boote, die in Penyengat anlegten, von ihrem Posten in Tanjung Pinang aus sichtbar sein sollten, und so verlagerte sich der Schwerpunkt der Insel auf die Seite der Moschee. Das ist der Grund, warum sich heute die Hauptsiedlung im nördlichen Teil der Insel rund um den Landungssteg in der Nähe der Sultan-Moschee befindet, wo die Boote aus Tanjung Pinang ihre Passagiere ausladen.
Die letzten Jahre des 19. Jahrhunderts und die frühen Jahre des 20. Jahrhunderts werden als das goldene Zeitalter von Penyengat betrachtet. Nach Schätzungen lokaler Bewohner, die V. Matheson befragte, lebten zu dieser Zeit in Penyengat 9000 Menschen, während Tanjung Pinang und Daik-Lingga jeweils nur 4000 Einwohner hatten. Mehrere Angehörige Raja-Familie von Penyengat besaßen Grundstücke in Singapur, hatten Bergbaukonzessionen im Riau-Archipel und waren an Geschäftsvorhaben beteiligt. Nach der Absetzung des Sultans im Jahre 1911 endete aber die Glanzzeit von Pulau Penyengat schlagartig: Der Sultan und die meisten Penyengat-Rajas wanderten nach Singapur aus. Nach lokalen Berichten befürchteten die Rajas von Penyengat, als sie davon erfuhren, dass die Niederländer ihr gesamtes Eigentum beschlagnahmen würden. Um dies zu verhindern, sollen sie alles Wertvolle aus ihren Häusern genommen, es verkauft und zerstört haben. Damit wird erklärt, dass so wenig davon übriggeblieben ist.
Die meisten Bewohner von Pulau Penyengat sind heute in Tanjung Pinang beschäftigt, einige im Staatsdienst, und die Kinder setzen täglich zur Stadt über, um zur Schule zu gehen. Noch heute tragen viele der Männer, die auf Penyengat leben, den Titel Raja, weil sie von der Herrscherfamilie, die im 19. Jahrhundert von Penyengat aus über die Riau-Inseln herrschte, abstammen.

### Die Insel als Zentrum der malaiisch-islamischen Kultur
Die Penyengat-Insel wurde im 19. Jahrhundert in der malaiischen Region als Zentrum der islamischen und malaiischen Literatur berühmt. Schon YTM Raja Jaafar, der von 1805 bis 1831 regierte, finanzierte öffentliche Koranrezitationen und lud arabische Religionsgelehrte nach Penyengat ein. Auch Raja Hamidah förderte islamische Lehrer, wie zum Beispiel den minangkabauischen Imam Abd al-Wahab (gest. 1824), der zum wichtigsten religiösen Beamten auf Penyengat und Berater von Raja Jaafar wurde. YTM Raja Ali, der von 1844 bis 1858 regierte, trat dem Naqschbandīya-Orden bei, und alle Prinzen auf Penyengat begannen, islamische Mystik zu studieren. An jedem Freitag und Dienstag dienstags hielten sie das spezielle khatam-tawajjuh-Ritual des Ordens ab. Exemplare der Naqschbandīya-Texte werden noch heute auf der Insel bewahrt. Der Cousin des YTM, Raja Ali Haji (1809–1872), lud mehrere gelehrte Männer, wie Sayid Abdullah aus Bahrain aus, sich in Penyengat niederzulassen und ein Jahr lang zu unterrichten. Wenn sie die Insel wieder verließen, bekamen sie 400 bis 500 Dollar.

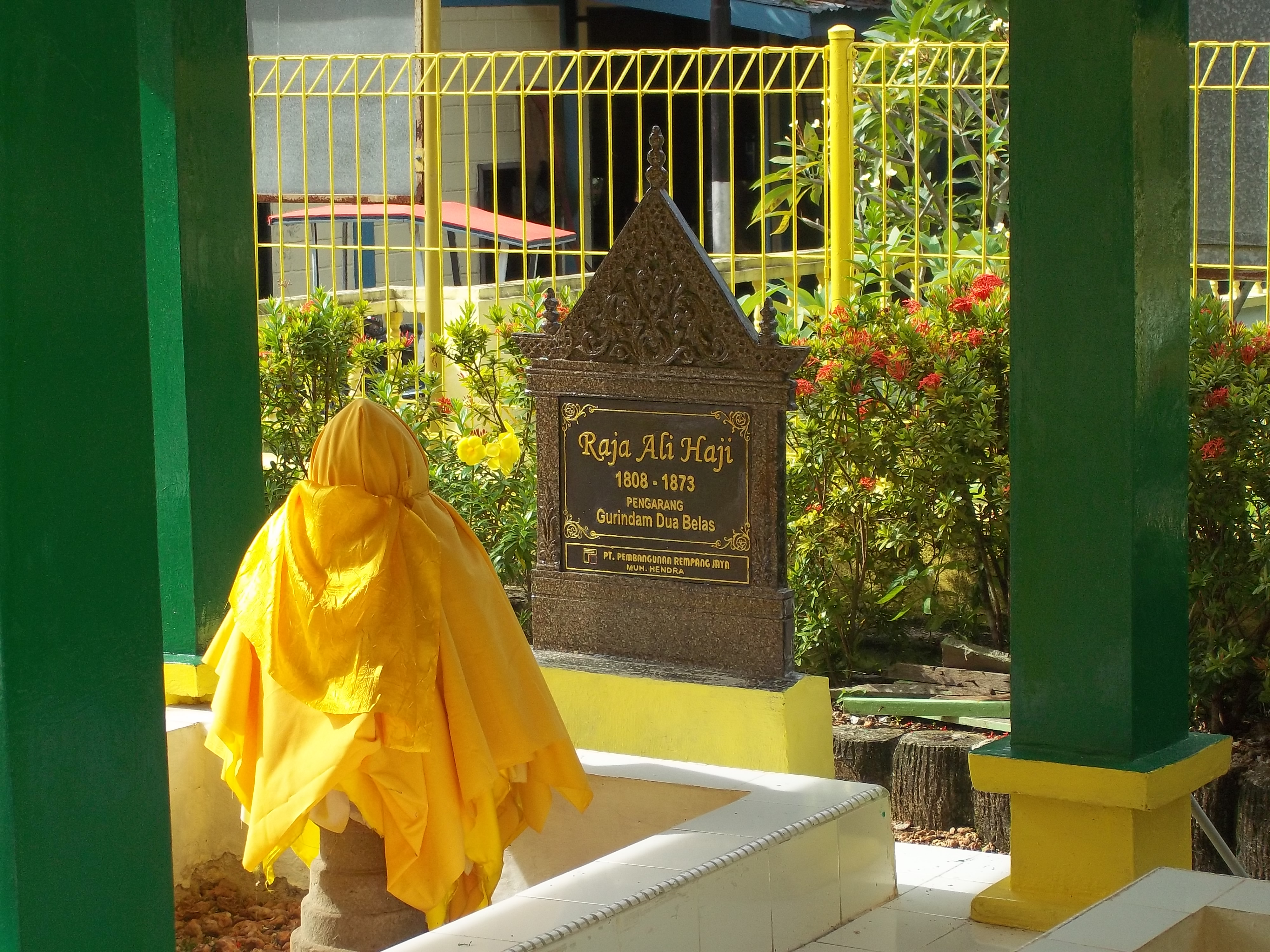
Das Grab von Raja Ali Haji, dem wichtigsten Autor auf Penyengat im 19. Jahrhundert

Viele Mitglieder der Bugis-Elite auf Penyengat begannen um die Mitte des 19. Jahrhunderts, Syair-Gedichte zu verfassen. Raja Ali Haji selbst war ein außerordentlich produktiver Autor und verfasste Werke zur malaiischen Sprache, zum Islam und zur Geschichte. Besonders bekannt ist seine Gedichtsammlung Gurindam dua belas, in der er die Gurindam-Gedichtform in die malaiische Literatur einführte. 1857 erschien in Penyengat Bustān al-Kātibīn, seine durch arabische Muster erläuterte Grammatik des Malaiischen, im Steindruck. Sie wurde für den Unterricht von Kindern der Riau-Elite sowie in Schulen in Johor und Singapur verwendet. Ali Haji begann auch mit der Erstellung eines enzyklopädischen einsprachigen malaiischen Wörterbuchs mit dem Titel Kitab pengetahuan bahasa, doch konnte er dieses Werk nicht vollenden. Er kam nur bis zum sechsten Buchstaben des arabischen Alphabets. Ein weiteres wichtiges Werk Ali Hajis war die von seinem Vater konzipierte, aber von ihm selbst niedergeschriebene Chronik Tuḥfat an-nafīs, die er in den späten 1860er Jahren fertigstellte. Sie behandelt die Geschichte der malaiischen und buginesischen Herrscher.
YTM Muhammad Yusuf, der von 1858 bis 1899 regierte, wurde selbst zum Anführer der Naqschbandīya und begann Bücher für eine riesige Bibliothek zu sammeln. Er kaufte sie in Indien, Kairo, Mekka und Medina. Die rund 500 religiösen Bücher, die noch immer in der Penyengat-Moschee aufbewahrt werden, sind der Rest dieser Sammlung. In den 1890er Jahren wurde auf Penyengat außerdem ein islamischer Studienclub, der Persekutuan Rusydiah, als Forum für Debatten über zeitgenössische Themen, einschließlich der Stellung des Islams in der modernen Welt, und als Medium für die Verbreitung von Publikationen gegründet. Zu den Gründungsmitgliedern dieses Clubs gehörte auch der islamische Reformdenker Sayyid Shaykh al-Hadi (1867–1934). Er war 1874 im Alter von sieben Jahren mit seinem Vater nach Pulau Penyengat gekommen und mit den königlichen Kindern dort aufgewachsen. Noch während seines Aufenthalts in Pulau Penyengat begann er, die traditionellen religiösen Führer anzugreifen, die seiner Meinung nach nur ihren persönlichen Vorteil im Sinn hatten und unislamische Lehren verbreiteten.

### Druckwesen und andere Elemente des technischen Fortschritts
1856 wurde auf der Insel eine Steindruck-Presse eingerichtet, auf der Texte von Raja Ali Haji gedruckt wurden. Anfang der 1890er Jahre erhielt dann die Insel eine Druckerpresse mit beweglichen Metalllettern, woraufhin die Druckaktivitäten stark zunahmen. So wurden auf dieser Matbaat al-Ahmadiyah genannten Druckerpresse 1895 und 1896 die malaiische Übersetzungen arabischer Werke aus dem Nahen Osten gedruckt, die die Mitglieder des Rusydiyah-Clubs produzierten. Mithilfe dieser Druckpresse versuchte man die Entwicklung eines modern strukturierten Staates voranzutreiben, indem Bücher über die Klinik auf der Insel Penyengat (Rumah ubat di Pulau Penyengat; 1893), über Medikamente, die man in dieser Klinik erhalten konnte, und über die richtigen Umgangsformen mit einem Arzt sowie 1899 eine Sammlung von Dekreten des Sultans, die von der Kolonialregierung genehmigt waren, gedruckt wurden. 1896 erschien ein Büchlein mit dem Titel Taman Penghiburan, in dem die 13 Mitglieder des Clubs aufgelistet waren und eine Beschreibung der Feiern zum Fest des Fastenbrechens am 16. März 1896 mit ihren verschiedenen Spielen geboten wurde. An diesem Fest nahm wahrscheinlich auch der niederländische Resident von Riau, Arend Ludolf van Hasselt, teil.
Insgesamt war man auf Penyengat am technischen Fortschritt sehr interessiert. Raja Khalid Hitam verfasste 1893 ein Syair über einen Ausflug des Sultans und des YTM nach Singapur (Syair perjalanan Sultan Lingga dan Yang Dipertuan Muda Riau pergi ke Singapura). Darin beschrieb er Sehenswürdigkeiten, die in Riau völlig unbekannt waren, wie den Botanischen Garten, den Zoo, ein Fotostudio und das Robinsons-Kaufhaus. 1909, kurz vor der Absetzung des letzten Sultans, wurden auf der Insel Elektrizität und Telefone eingeführt.

### Die Bedeutung schreibender Frauen

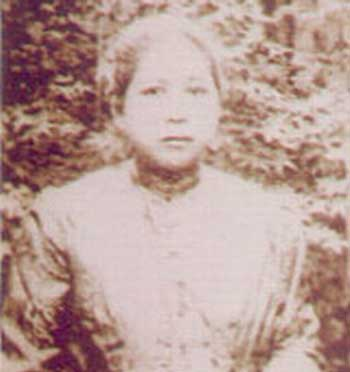
Raja Aisyah Sulaiman

In der literarischen Kultur von Penyengat spielten auch Frauen eine wichtige Rolle. Eine Reihe von Penyengat-Gedichten, obwohl von Männern geschrieben, hatten auch Frauen als Hauptfiguren. Ein Beispiel ist das Syair Sitti Zawiyyah, verfasst vom Imam der Penyengat-Moschee, Bilal Abu. Die neue Nachfrage nach Handschriften, nicht zuletzt von Seiten der niederländischen Kolonialmacht, verschaffte außerdem einigen gebildeten Frauen von Penyengat, die sich als Kopistinnen betätigten, eine Einnahmequelle. Aus den Handschriftenkatalogen geht hervor, dass es auf Penyengat mehr Frauen gab, die sich als Schreiberinnen betätigten, als an jedem anderen malaiischen Hof. Barbara Watson Andaya führt dieses Selbstbewusstsein auf das Rollenvorbild von mächtigen Frauen wie Engku Puteri und Tengku Fatima zurück.
Eine der wichtigsten Literatinnen von Penyengat war Raja Aisyah Sulaiman (1870–1926), die Ehefrau Raja Khalid Hitams, der schon früh verstarb. Ihre beiden posthum veröffentlichten Werke, die Hikayat Syamsul Anwar von 1890 und das Syair Khadamuddin über die Witwe Sabariah tragen autobiographische Züge. Khatijah Terong (1885?–1955?), eine Bewohnerhin von Penyengat einfacherer Herkunft, die vierte Frau von Raja Haji Abdullah, dem Enkel von Raja Ali Haji, war für ihre Beherrschung der „weißen Magie“ bekannt. Sie verfasste 1911 das Werk Perhimpunan Gunawan bagi Laki-Laki dan Perempuan, ein Kompendium von Zaubersprüchen für Männer und Frauen. Es enthielt eine Liste von Zaubersprüchen, mit denen Frauen ihre abwesenden Ehemänner schützen konnten, und andere „besondere Geheimnisse“ zur Steigerung des sexuellen Vergnügens und Sicherstellung der ehelichen Treue. Salamah binti Ambar, eine andere Frau aus Penyengat, die mit einem gewissen Raja Abdul Mutalib verheiratet war, schrieb ein Syair mit dem Titel Nilam Permata, das Ratschläge zur Reinheit des Körpers enthält. Verbunden mit dieser Gruppe war eine weitere Frau, Badriah Muhammad Thaher, die ein arabisches Benimmbuch für junge Frauen übersetzte, das 1925 von Mathba’at al Ahmadiah in Singapur veröffentlicht wurde.

## Sehenswürdigkeiten

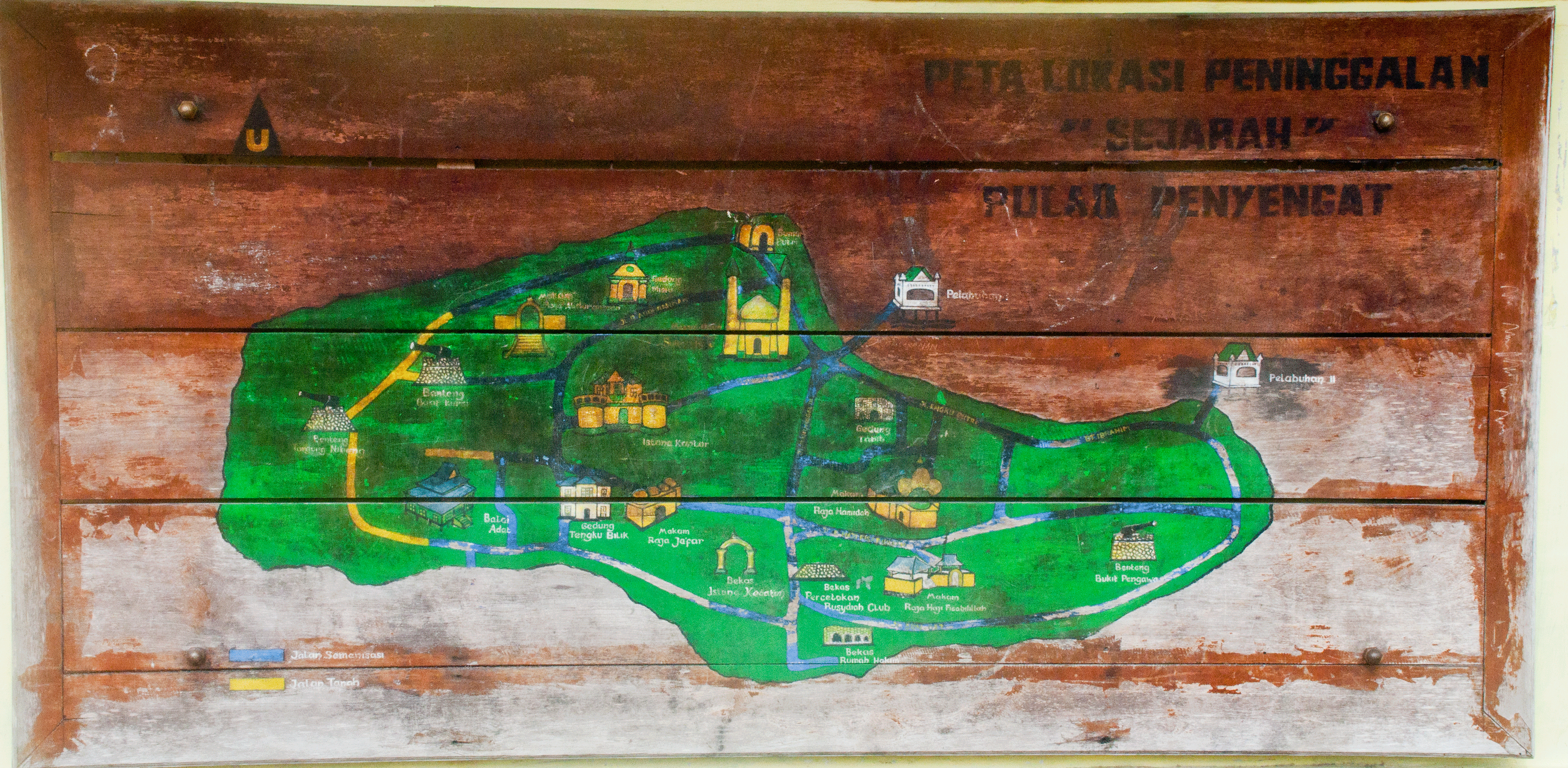
Eine vor Ort angebrachte Karte der Insel, die die Lage der wesentlichen Sehenswürdigkeiten zeigt

- Eines der wichtigsten Wahrzeichen auf der Insel ist die leuchtend gelbe Sultansmoschee. Sie wurde 1848 von einem zum Islam konvertierten Chinesen namens Haji Momen erbaut.[49] In den 1980er Jahren wurde sie von den Insel-Bewohnern in der angeblich ursprünglichen Farbe neu gestrichen.[2] Die Moschee liegt Tanjung Pinang gegenüber und war wahrscheinlich eines der ersten großen Gebäude auf der Insel, das abseits der Gegend von Kota Rentang errichtet wurde.[13]
- Die Grabstätten von Raja Hamidah (Engku Puteri), Raja Haji, YTM Jaafar und Habib Shaykh aus der ersten Hälfte des 19. Jahrhunderts, denen eine Wunderwirkung (Keramat) zugeschrieben wird.[9] Das Grab Raja Hajis, der 1784 von den Holländern in Malakka getötet wurde, hat eine besondere Bedeutung, weil er als Gründerfigur der Insel betrachtet wird.[22] Seine Söhne brachten erst einige Jahre nach seiner Beerdigung in Malakka seinen Leichnam nach Penyengat und begruben ihn an dieser Stelle.[7] Das Grab von Engku Puteri wird von denjenigen besucht, die um Hilfe in der Not bitten oder sich etwas wünschen möchten, und von Neuankömmlingen auf Penyengat, die sie als „Besitzerin“ der Insel um Erlaubnis bitten, dort bleiben zu dürfen.[50]

Um die Gebäude und Dokumente zu bewahren, die von der Vergangenheit Penyengats zeugen, gründeten Raja Hamzah Yunus, Raja Ibrahim Sulaiman und Raja Haji Abdul Rahim Mansor in den 1980er Jahren eine Stiftung namens Yayasan Kebudayaan Indera Sakti.

## Belege
1. ↑  Matheson/Watson Andaya: The Precious Gift (Tuhfat al-Nafis). 1982, S. 320.
2. 1 2 3  Matheson: “Pulau Penyengat. Nineteenth century Islamic centre of Riau”. 1989, S. 153.
3. 1 2 3 4 5 6  Matheson: “Pulau Penyengat. Nineteenth century Islamic centre of Riau”. 1989, S. 154.
4. ↑  Raja Ali Haji: The Precious Gift (Tuhfat al-Nafis). 1982, S. 168.
5. 1 2 3  Andaya: “Gender, Islam and the Bugis Diaspora in Nineteenth-and Twentieth-Century Riau”. 2003, S. 86.
6. ↑  Raja Ali Haji: The Precious Gift (Tuhfat al-Nafis). 1982, S. 212.
7. 1 2  Matheson: “Pulau Penyengat. Nineteenth century Islamic centre of Riau”. 1989, S. 156.
8. 1 2  Matheson: “Pulau Penyengat. Nineteenth century Islamic centre of Riau”. 1989, S. 158f.
9. 1 2  Matheson: “Pulau Penyengat. Nineteenth century Islamic centre of Riau”. 1989, S. 159.
10. ↑  Alijah Gordon: “Riau: The Milieu of Syed Shaykh’s Formative Years & the Aspirations of the Subjugated Umma” in Gordon: The real cry of Syed Sheikh al-Hady. 1999, S. 1–68. Hier S. 4.
11. ↑  Matheson: “Pulau Penyengat. Nineteenth century Islamic centre of Riau”. 1989, S. 159f.
12. ↑  Nach Raja Ali Haji: The Precious Gift (Tuhfat al-Nafis). 1982, S. 289, starb er am 25. Juni 1857.
13. 1 2  Matheson: “Pulau Penyengat. Nineteenth century Islamic centre of Riau”. 1989, S. 160.
14. ↑  Raja Ali Haji: The Precious Gift (Tuhfat al-Nafis). 1982, S. 283.
15. 1 2 3  Matheson: “Pulau Penyengat. Nineteenth century Islamic centre of Riau”. 1989, S. 161.
16. ↑  G. F. de Bruyn Kops: “Riouw en Onderhoorigheden” in Encyclopædie van Nederlandsch Indië. 2. Aufl. Nijhoff, s-Gravenhage und Brill, Leiden 1919. Bd. III, S. 605–626. Hier S. 621b. Digitalisat
17. ↑  Alwi bin Sheikh Alhady: Malay Customs and Traditions. Reprint Donald Moore Press, Singapur 1967. S. XI–XII.
18. ↑  Putten: “Printing in Riau; two steps toward modernity”. 1997, S. 730.
19. ↑  G. F. de Bruyn Kops: “Riouw en Onderhoorigheden” in Encyclopædie van Nederlandsch Indië. 2. Aufl. Nijhoff, s-Gravenhage und Brill, Leiden 1919. Bd. III, S. 605–626. Hier S. 622a. Digitalisat
20. ↑  Linda Tan: Syed Shaykh: His Life and Times in Gordon (Hrsg.): The real cry of Syed Sheikh al-Hady. 1999, S. 109–162. Hier S. 129.
21. 1 2 3  Matheson: “Pulau Penyengat. Nineteenth century Islamic centre of Riau”. 1989, S. 163.
22. 1 2  Matheson: “Pulau Penyengat. Nineteenth century Islamic centre of Riau”. 1989, S. 168.
23. 1 2  Matheson: “Pulau Penyengat. Nineteenth century Islamic centre of Riau”. 1989, S. 158.
24. ↑  G. F. De Bruyn Kops: “Sketch of the Rhio-Lingga Archipelago (Continuation)” in Journal of the Indian Archipelago and East Asia 9 (1855) 96–108. Hier S. 98. Digitalisat
25. 1 2  Matheson: “Pulau Penyengat. Nineteenth century Islamic centre of Riau”. 1989, S. 162.
26. ↑  Matheson: “Pulau Penyengat. Nineteenth century Islamic centre of Riau”. 1989, S. 170.
27. ↑  Andaya: “Gender, Islam and the Bugis Diaspora in Nineteenth-and Twentieth-Century Riau”. 2003, S. 88.
28. ↑  Raja Ali Haji: The Precious Gift (Tuhfat al-Nafis). 1982, S. 285.
29. ↑  Matheson: “Pulau Penyengat. Nineteenth century Islamic centre of Riau”. 1989, S. 160, 168.
30. ↑  Matheson: “Pulau Penyengat. Nineteenth century Islamic centre of Riau”. 1989, S. 165.
31. ↑  Barnard: “Taman Penghiburan: Entertainment and the Riau Elite in the Late 19th Century”. 1994, S. 23.
32. 1 2  Virginia Matheson Hooker: Ali Haji, Raja. In: Encyclopaedia of Islam, THREE Edited by: Kate Fleet, Gudrun Krämer, Denis Matringe, John Nawas, Devin J. Stewart. 2007. doi:10.1163/1573-3912_ei3_COM_0155.
33. ↑  Andaya: “Gender, Islam and the Bugis Diaspora in Nineteenth-and Twentieth-Century Riau”. 2003, S. 82.
34. ↑  Andaya: “Gender, Islam and the Bugis Diaspora in Nineteenth-and Twentieth-Century Riau”. 2003, S. 96.
35. ↑  Andaya: “Gender, Islam and the Bugis Diaspora in Nineteenth-and Twentieth-Century Riau”. 2003, S. 96f.
36. ↑  Syed Alwi al-Hady: The Life of my Father in Gordon (ed.): The real cry of Syed Sheikh al-Hady. 1999, S. 69–83. Hier S. 73.
37. ↑  Putten: “Printing in Riau; two steps toward modernity”. 1997, S. 721.
38. ↑  Putten: “Printing in Riau; two steps toward modernity”. 1997, S. 734.
39. ↑  Putten: “Printing in Riau; two steps toward modernity”. 1997, S. 728f.
40. ↑  Palawa: “The Penyengat school.” 2003, S. 116.
41. ↑  Putten: “Printing in Riau; two steps toward modernity”. 1997, S. 730.
42. ↑  Barnard: “Taman Penghiburan: Entertainment and the Riau Elite in the Late 19th Century”. 1994, S. 29–33.
43. ↑  Putten: “Printing in Riau; two steps toward modernity”. 1997, S. 732f.
44. ↑  Syair Perjalanan Sultan Lingga dan Yang Dipertuan Muda Riau Pergi Ke Singapura dan Peri Keindahan Istana Sultan Johor Yang Amat Elok Beschreibung des Druckwerks auf der Website der British Library mit Link zum Digitalisat.
45. ↑  Andaya: “Gender, Islam and the Bugis Diaspora in Nineteenth-and Twentieth-Century Riau”. 2003, S. 100.
46. ↑  Andaya: “Gender, Islam and the Bugis Diaspora in Nineteenth-and Twentieth-Century Riau”. 2003, S. 95, 102.
47. ↑  Andaya: “Gender, Islam and the Bugis Diaspora in Nineteenth-and Twentieth-Century Riau”. 2003, S. 99–101.
48. ↑  Andaya: “Gender, Islam and the Bugis Diaspora in Nineteenth-and Twentieth-Century Riau”. 2003, S. 98f.
49. ↑  J. T. Thomson: “A Glance at Rhio” in Journal of the Indian Archipelago and East Asia 1 (1847) 68–74. Hier S. 71. Digitalisat
50. ↑  Matheson: “Pulau Penyengat. Nineteenth century Islamic centre of Riau”. 1989, S. 167.

Koordinaten: 0° 55′ 42″ N, 104° 25′ 4″ O